# 東希爾斯 (紐約州)
東希爾斯（英語：East Hills）是位於美國紐約州拿騷縣的村。

## 人口
根據2020年美國人口普查的數據，東希爾斯的面積為5.90平方千米，皆為陸地。當地共有人口7284人，而人口密度為每平方千米1,235人。